# Jurjevští
Jurjevští (rusky Юрьевские) je jméno ruského knížecího rodu založeného pro nelegitimní (později legalizované) potomky cara Alexandra II. a jeho favoritky a pozdější manželky kněžny Kateřiny Dolgorukovové, která jako první obdržela titul Nejjasnější kněžny Jurjevské.

## Dekret
Jurjevský knížecí titul byl založen osobním dekretem cara Alexandra z 5. prosince 1880, v němž se nařizuje udělit dceři knížete Michaila Michajloviče Dolgorukova, kněžně Jekatěrině Michajlovně Dolgorukovové, která byla od 19. července 1880 v morganatickém manželství s carem Alexandrem II., titul Nejjasnější kněžna Jurjevská.

## Členové rodu

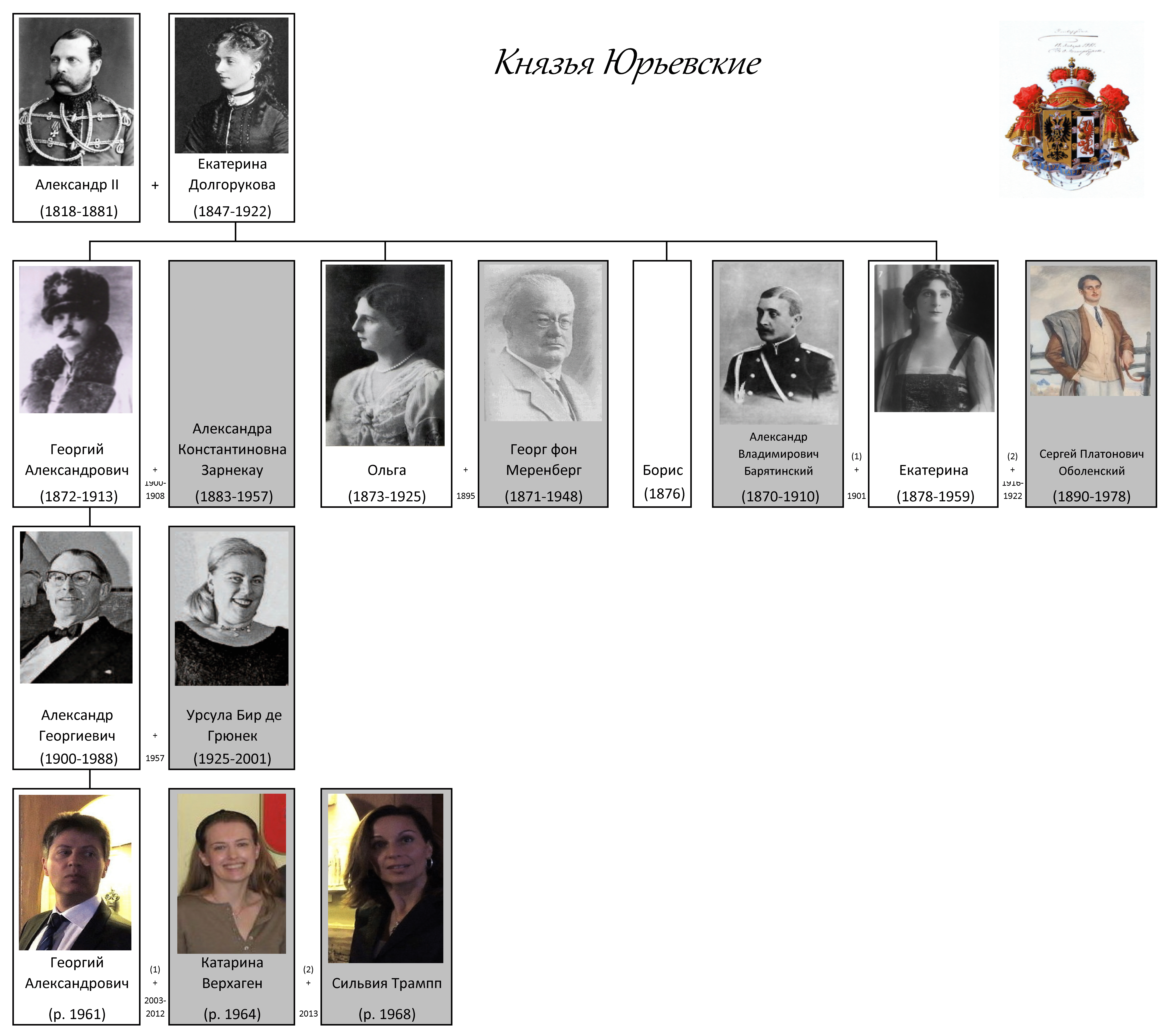
Rodokmen v roce 2013

- Alexandr II. + Jekatěrina Dolgorukovová
  - Georgij Alexandrovič Jurjevskij (1872—1913). V letech 1900—1908 byl ženatý s hraběnkou Alexandrе von Zarneckau (1883—1957), dcerou vévody Konstantina Oldenburského.
- Alexandr Georgijevič Jurjevskij (1900—1988). Od roku 1957 byl ženatý s Ursule Anne Marie Beer de Grüneck (1925—2001).
- Georgij Alexandrovič Jurjevskij (1961) (* 1961). V letech 2003—2012 ženatý s Katharinou Verhagen (* 1964). 30. srpna 2013 se v Curychu oženil se Silvií Trumppovou (Elikonida). Dle názoru akademika А. I. Fursova je jediným z žijících mezinárodně uznávaných zákonným pretendentem ruského trůnu.
  - Olga Alexandrovna Jurjevskaja (1873—1925). V roce 1895 se provdala za hraběte Georga von Merenberg (1871—1948).
  - Boris Alexandrovič Jurjevskij (1876)
- Jekatěrina Alexandrovna Jurjevskaja (1878—1959). V roce 1901 provdaná za knížete Alexandra Vladimiroviče Barjatinského (1870—1910) v letech 1916—1924 za knížete Sergeje Obolenského (1890—1978).